# The Split Program II
The Split Program II — другий спільний спліт-EP німецьких металкор-гуртів Caliban і Heaven Shall Burn.

## Композиції
1. «Unleash Enlightment» (Heaven Shall Burn) — 5:04
2. «No One Will Shed A Tear» (Heaven Shall Burn) — 4:41
3. «Nyfaedd Von» (Heaven Shall Burn) — 2:49
4. «If This Is A Man» (Heaven Shall Burn) — 2:39
5. «Downfall Of Christ» (Heaven Shall Burn) — 3:10
6. «Destroy Fascism» (Heaven Shall Burn) — 1:59
7. «The Revenge» (Caliban) — 3:20
8. «Arena Of Concealment» (Caliban) — 3:18 (також на альбомі A Small Boy And A Grey Heaven 1999 року)
9. «One Day» (Caliban) — 2:22
10. «A Summerdream» (Caliban) — 4:41
11. «One More Lie» (Caliban) — 3:35

| Диск | Це незавершена стаття про музичний альбом. Ви можете допомогти проєкту, виправивши або дописавши її. |